# Hans Rebel
Pour les articles homonymes, voir Rebel.
 (mai 2019).
Si vous disposez d'ouvrages ou d'articles de référence ou si vous connaissez des sites web de qualité traitant du thème abordé ici, merci de compléter l'article en donnant les références utiles à sa vérifiabilité et en les liant à la section « Notes et références ».
Hans Rebel est un entomologiste autrichien, né le 2 septembre 1861 à Hietzing, près de Vienne et mort le 19 mai 1940 à Vienne.

## Biographie
Bien que passionné très jeune par la nature et notamment par les papillons, il entame des études de droit et devient juriste. Il consacre ses loisirs à l’étude des lépidoptères et crée une section entomologique au sein de la Société botanique et zoologique de Vienne. Il succède à Alois Friedrich Rogenhofer (1831-1897) à tête de la conservation de la collection de lépidoptères du Muséum d'histoire naturelle de Vienne de 1897 à 1932. Rebel enrichit considérablement les collections du muséum ; grand voyageur, il parcourt à de nombreuses reprises l’Austro-Hongrie et se rend cinq fois les Balkans. Il dirige le département de zoologie en 1923 et le muséum en 1925. Il fait paraître plus de 300 publications sur les papillons. Parmi celles-ci, il faut citer le catalogue sur les papillons paléarctiques qu’il réalise avec Otto Staudinger (1830-1900).
Vladimir Nabokov (1899-1977) en fait l’un des personnages de sa nouvelle, The Aurelian.